# Lijst van stripmuren in België

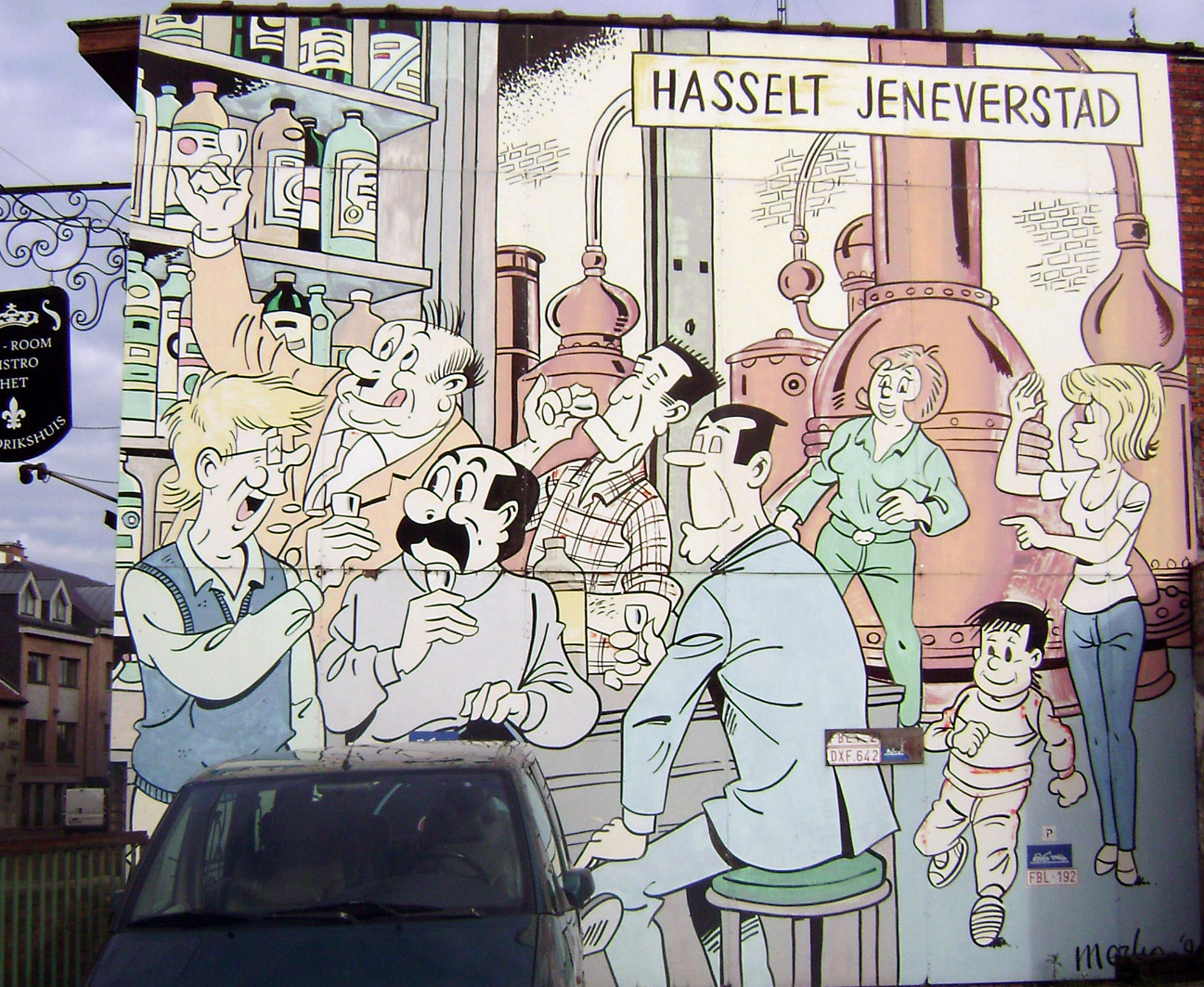
Voormalige stripmuur van Kiekeboe in Hasselt

Onderstaande is een lijst van stripmuren in België op publiek zichtbare plaatsen.

## Achtergrond
Vanaf 1991 kwam er een beeldverhalenroute in Brussel waarbij er muurschilderingen met stripfiguren in het straatbeeld werden aangebracht. In de Franse stad Angoulême werd zoiets al eerder eenmalig gedaan. Later kwam daar ook een route.
In 1996 kwam er een route met negen stripmuren in Hasselt. Dit waren wel geen direct aangebrachte schilderingen, maar de schilderingen waren op panelen aangebracht. In 2012 werden deze panelen weggehaald.
Vanaf 2005 kwam er een route met stripmuren in Antwerpen. Hierbij werd vooral voor Vlaamse of Nederlandse auteurs gekozen.
Intussen kwamen er nog stripmuren elders in België.

## Provincie Antwerpen

### Kalmthout
| Stripreeks           | Striptekenaar     | Datum             | Locatie                  | Foto |
| -------------------- | ----------------- | ----------------- | ------------------------ | ---- |
| Suske en Wiske       | Willy Vandersteen | 26 april 2009     | Van den Bogaertlei       |      |
| Klein Suske en Wiske | Jeff Broeckx      | 11 september 2010 | Max Temmermanlaan, Heide |      |

### Kapellen
| Stripreeks | Striptekenaar  | Datum | Locatie         | Foto |
| ---------- | -------------- | ----- | --------------- | ---- |
| Plunk!     | Luc Cromheecke | 2013  | Korte Franselei |      |

### Turnhout
| Stripreeks | Striptekenaar                                                                               | Datum              | Locatie        | Foto |
| --- | ------------------------------------------------------------------------------------------- | ------------------ | -------------- | ---- |
| | Jan Van Der Veken                                                                           | 2007 Art Mural vzw | Warandestraat  |      |
| Hunker Bunker | Reinhart Croon                                                                              | 2009 Art Mural vzw | Begijnenstraat |      |
| | Ulf K.                                                                                      | 2011 Art Mural vzw | Bloemekensgang |      |
| De Kiekeboes | Merho                                                                                       | 2012 Art Mural vzw | Kwakkelstraat  |      |
| o.a. Nero, Jommeke, Urbanus, De Rode Ridder, Bakelandt, De Kiekeboes, Tom Carbon, Sammy, Cowboy Henk, Jump, Nino, Kramikske, Ester Verkest, Plunk!, Kobe de Koe, Sarah & Robin, Plankgas en Plastronneke en Biebel | Hommage van Jan Bosschaert ter gelegenheid van 50 jaar Stripgids (winnaars Bronzen Adhemar) | 2024               | Hertenstraat   |      |

## Provincie Henegouwen

### Antoing
In Antoing is er plein vernoemd naar stripscenarist Raoul Cauvin. Op dat plein bevinden zich enkele stripmuren van zijn reeksen.
| Stripreeks        | Striptekenaar                 | Datum | Locatie                                 | Foto |
| ----------------- | ----------------------------- | ----- | --------------------------------------- | ---- |
| Agent 212         | Daniel Kox                    | 2013  | Square Raoul Cauvin (of Place du Préau) |      |
| De Blauwbloezen   | Louis Salvérius, Willy Lambil | 2013  | Square Raoul Cauvin (of Place du Préau) |      |
| Cédric            | Laudec                        | 2013  | Square Raoul Cauvin (of Place du Préau) |      |
| G. Raf Zerk       | Marc Hardy                    | 2013  | Square Raoul Cauvin (of Place du Préau) |      |
| Vrouwen in 't Wit | Philippe Bercovici            | 2013  | Square Raoul Cauvin (of Place du Préau) |      |

## Provincie Luik

### Verviers
| Stripreeks | Striptekenaar | Datum              | Locatie                                             | Foto |
| ---------- | ------------- | ------------------ | --------------------------------------------------- | ---- |
|            | René Hausman  | november 2017      | place Porte de Heusy                                |      |
| Yoko Tsuno | Roger Leloup  | 2018 Art Mural vzw | Kruispunt rue aux laines en rue Peltzer de Clermont |      |

## Provincie Vlaams-Brabant

### Hoeilaart
| Stripreeks | Striptekenaar | Datum     | Locatie    | Foto |
| ---------- | ------------- | --------- | ---------- | ---- |
| Nero en Co | Marc Sleen    | juni 2022 | Tenboslaan |      |

## Provincie Waals-Brabant

### Ottignies-Louvain-la-Neuve
| Stripreeks  | Striptekenaar       | Datum | Locatie                                          | Foto                                                |
| ----------- | ------------------- | ----- | ------------------------------------------------ | --------------------------------------------------- |
| Bosliefje   | Jean-Claude Servais |       | Kruispunt van Ruelle Saint-Éloi en place Galilée | Stripmuur Bosliefje in Ottignies-Louvain-la-Neuve   |
| Guust       | André Franquin      |       | Rue des Wallons                                  | Stripmuur Guust in Ottignies-Louvain-la-Neuve       |
| Largo Winch | Philippe Francq     |       | Place des Sciences                               | Stripmuur Largo Winch in Ottignies-Louvain-la-Neuve |
| Ragebol     | Frank Pé            |       | Ruelle Dédale                                    | Stripmuur Ragebol in Ottignies-Louvain-la-Neuve     |

### Tubeke
| Stripreeks              | Striptekenaar       | Datum                          | Locatie                      | Foto |
| ----------------------- | ------------------- | ------------------------------ | ---------------------------- | ---- |
| Godin wit, godin zwart  | Jean-Claude Servais | 2006 Art Mural vzw             | Boulevard Georges Deryck 124 |      |
| Het dagboek van een bos | Jean-Claude Servais | 28 augustus 2014 Art Mural vzw | Station Tubeke               |      |

### Waver
| Stripreeks | Striptekenaar | Datum                   | Locatie                | Foto |
| ---------- | ------------- | ----------------------- | ---------------------- | ---- |
| Yoko Tsuno | Roger Leloup  | juni 2009 Art Mural vzw | Avenue des Déportés 82 |      |

## Provincie West-Vlaanderen

### De Haan
| Stripreeks   | Striptekenaar | Datum           | Locatie                     | Foto |
| ------------ | ------------- | --------------- | --------------------------- | ---- |
| De Kiekeboes | Merho         | 26 oktober 2023 | Graaf Jansdijk 18, Wenduine |      |

### Middelkerke
| Stripreeks               | Striptekenaar                               | Datum                           | Locatie                 | Foto                                |
| ------------------------ | ------------------------------------------- | ------------------------------- | ----------------------- | ----------------------------------- |
| Robbedoes en Kwabbernoot | Hanco Kolk (naar Rob-Vel, Jijé en Franquin) | 13 oktober 2016 Art Mural vzw   | Strandlaan 1, Westende  | Stripmuur Robbedoes in Westende     |
| Lucky Luke               | Morris                                      | 16 november 2016 Art Mural vzw  | Populierenlaan 35       | Stripmuur Lucky Luke in Middelkerke |
| Nero en Co               | Dirk Stallaert (naar Marc Sleen)            | 21 augustus 2017 Art Mural vzw  | Watervlietstraat        |                                     |
| De Kiekeboes             | Merho                                       | 13 augustus 2018 Art Mural vzw  | Duinenlaan 58, Westende |                                     |
| Suske en Wiske           | Luc Morjaeu (naar Willy Vandersteen)        | 24 september 2018 Art Mural vzw | IJzerlaan 25            |                                     |